# 聶嶼
聂屿（9世纪？—928年11月8日），唐朝末年至五代十国后唐官员，邺都（今河北省大名县）人。
聂屿年轻时为僧人，学作诗。郑珏知贡举，他与乡人赵都以乡荐应考，赵都给郑珏行贿，有人来报第二日登第，聂屿听说自己没有考上，大骂来人以恐吓，郑珏害怕，于是两人都登第。官至拾遗，作为郭崇韬的镇州书记。唐明宗时，为起居舍人。他性情乖僻，天成初年，担任邺都留守判官，与赵敬怡、吕梦奇不和。改任河东节度判官，他鄙薄河东土风，薄当地人士。有人告诉安重诲，赵敬怡入为枢密使，与吕梦奇一起陷害他。聂屿早年依附郭氏门庭，官袍朱紫，名登起居郎、起居舍人，出使浙江，资财巨万。到达河东之日，郭氏次子的妻子，孀居在家，聂屿丧偶未久，于是娶了她。唐明宗没有即位时，闻其丑声。天成年间，聂屿与温韬等一起被赐死。